# Gibraltar-Schwimmen
Das Gibraltar-Schwimmen ist einer der bekanntesten und herausforderndsten Langstreckenschwimmwettkämpfe und Teil der Schwimmserie Ocean’s Seven. 
Bei diesem Schwimmwettkampf müssen die Schwimmer die Straße von Gibraltar schwimmend durchqueren. Pausen von maximal einer Minute zur Aufnahme von Verpflegung sind erlaubt. Der Schwimmer darf dabei nicht das Begleitboot berühren. Der Startpunkt befindet sich in Tarifa, Spanien. Um in die offizielle Wertung zu gelangen, müssen die Schwimmer das Festland von Afrika berühren. Die minimale Distanz, die die Schwimmer zurücklegen müssen, liegt bei etwa 14,5 Kilometern. Aufgrund der unberechenbaren Strömungs- und Wetterverhältnisse musste teilweise von einzelnen Sportlern aber auch eine Schwimmstrecke von über 20 Kilometern absolviert werden.

## Organisation und Durchführung
Die Planung und Durchführung obliegt der ACNEG (Asociación Cruce a Nado del Estrecho de Gibraltar). Diese Organisation koordiniert von März bis November die Querungen. Geschwommen wird maximal in Vierergruppen, jede Gruppe bzw. jeder Schwimmer bekommt im Vorhinein ein Zeitfenster zugewiesen, in dem das Schwimmen möglicherweise stattfinden kann. In dieser Zeit müssen sich die Schwimmer bzw. die Schwimmgruppe bereithalten. Dieses Zeitfenster ist meistens auf zehn Tage festgelegt. Aufgrund der ständig wechselnden Wind- und Strömungsverhältnisse kann der tatsächliche Start erst sehr kurzfristig festgelegt werden. Die Wartezeiten für einen Startplatz betragen teilweise 1½ Jahre. Die Schwimmer werden von zwei Booten begleitet. Ein Boot gibt die grobe Schwimmrichtung vor und koordiniert die Kommunikation mit den Frachtschiffen und der marokkanischen Küstenwache. Ein weiteres Boot begleitet die Schwimmer und ist u. a. zuständig für die Verpflegung und Überwachung.
In der Ewigkeitsrangliste der Rekorde gibt es grundsätzlich zwei Varianten: Schwimmer, die mit Neoprenanzug bzw. ohne Neoprenanzug schwimmen. Darüber hinaus gibt es auch Staffelwettbewerbe und doppelte Querungen (Spanien–Afrika, Afrika–Spanien).
Im Jahr 2018 schafften es 150 Schwimmer aus der ganzen Welt, die Straße von Gibraltar schwimmend zu durchqueren.

## Geschichte
Bereits in den 1920er Jahren nutzten Langstreckenschwimmer die Straße von Gibraltar als Schwimmherausforderung. Die britische Schwimmerin Mercedes Gleitze durchquerte 1928 als erster Mensch die Straße von Gibraltar. In den 1980er Jahren organisierte ein Team um Rafael Gutiérrez Mesa aus Tarifa die Schwimmwettkämpfe. 1999 gründete er die ACNEG (Asociación Cruce a Nado del Estrecho de Gibraltar). Diese Organisation koordiniert bis heute die Gibraltar-Querung für Schwimmer aus der ganzen Welt. Nach dem Tod von Rafael Gutiérrez Mesa im Jahr 2017 übernahm eine seiner Töchter, Laura Gutiérrez Mesa, die Leitung der Organisation und agiert nun als Präsidentin der ACNEG.

## Besondere Herausforderungen
Das Schwimmen in der Straße von Gibraltar gilt als einer der gefährlichsten und herausforderndsten Schwimmwettkämpfe der Welt.
In der Straße von Gibraltar herrschen extreme Wetterbedingungen vor. Verantwortlich dafür sind die starken Winde und die plötzlichen Wetterumschwünge. Starke und unberechenbare Strömungen erschweren das erfolgreiche Durchschwimmen der Meerenge.
Die Straße von Gibraltar ist darüber hinaus einer der am meisten befahrenen Seewege der Welt. Schwimmer müssen mit Kontakt zu Grind- und Finnwalen, Orcas, Delfinen und Quallen rechnen.
Aufgrund dieser spezifischen Besonderheiten ist jede Querung der Straße von Gibraltar individuell zu betrachten und zu bewerten. Ein Vergleich von Zeiten und Distanzen ist kaum möglich; diese variieren deutlich – je nach Rahmenbedingungen. Generell ist es überhaupt nur bei Westwind möglich, die Meerenge zu passieren. Bevor ein Sportler zu dem Schwimmwettkampf zugelassen wird, muss er u. a. umfangreiche körperliche und mentale Untersuchungen nachweisen, die in einem „medical certificate“ dokumentiert werden müssen. So soll sichergestellt werden, dass sich die Sportler in einem unbedenklichen gesundheitlichen Zustand befinden.

## Deutsche Schwimmer
Bis zum Juni 2019 haben insgesamt 32 deutsche Schwimmer die Straße von Gibraltar erfolgreich durchschwommen und werden somit in der Ewigkeitsliste geführt. Abgebrochene Versuche werden in der Liste nicht berücksichtigt. Die deutsche Schwimmerin Nathalie Pohl stellte mit einer Zeit von 2 Stunden und 53 Minuten für 15 km im April 2016 bei sehr guten Rahmenbedingungen einen neuen Weltrekord bei den Frauen auf.

### Schwimmer ohne Neoprenanzug
| Name                           | Datum      | Zeit  | Ankunft         | Geboren am | Alter |
| ------------------------------ | ---------- | ----- | --------------- | ---------- | ----- |
| Joachim Hugo Helmut Neusser    | 05.08.2004 | 05:10 | Leona Point     | 10.05.1964 | 40    |
| Christof Günter Wandratsch (2) | 09.06.2007 | 02:52 | Cires           | 20.12.1966 | 40    |
| Christian Hartmann Hermann     | 13.07.2008 | 05:32 | Marsa           | 03.04.1966 | 42    |
| Philipp Tiedt                  | 26.08.2009 | 04:44 | Benzu           | 30.12.1981 | 27    |
| Kirsten Franke                 | 04.09.2009 | 05:24 | Leona           | 03.01.1957 | 52    |
| Euler Konrad Paul Herbet       | 27.09.2009 | 04:09 | El Vaar         | 02.06.1935 | 74    |
| Matthias Kassner               | 06.06.2010 | 04:18 | Almansa         | 28.10.1967 | 42    |
| Margit Bohnhoff                | 28.09.2010 | 04:33 | Perejil Island  | 15.01.1963 | 47    |
| Armin Johannes Wunder          | 20.05.2011 | 07:30 | Cires           | 27.09.1967 | 43    |
| Oswald Schmidt                 | 10.07.2011 | 07:05 | El Marsa        | 03.07.1948 | 63    |
| Birgit Hannelore Kempf         | 26.07.2012 | 05:29 | Perejil Island  | 20.07.1968 | 44    |
| Stefan Rungen                  | 27.08.2012 | 03:57 | Cires           | 29.10.1967 | 44    |
| Vasanti Niemz                  | 09.10.2012 | 05:25 | El Marsa        | 08.12.1956 | 55    |
| Christian Erhard Binner        | 22.06.2014 | 04:26 | Almansa         | 25.07.1966 | 47    |
| Martin Lange                   | 05.08.2014 | 04:53 | Almansa         | 16.02.1981 | 33    |
| Sabine Anna Krämer Dörr        | 18.04.2015 | 04:33 | Almansa         | 14.12.1966 | 48    |
| Anke Höhne                     | 17.08.2015 | 04:49 | Almansa         | 18.09.1970 | 44    |
| Nathalie Luisa Pohl            | 23.04.2016 | 02:53 | Cires           | 13.10.1994 | 21    |
| Andreas Kiefer                 | 01.08.2016 | 04:18 | Cires           | 04.04.1964 | 52    |
| Oliver Rainer Köhncke          | 08.09.2016 | 03:33 | Leona           | 15.09.1968 | 47    |
| Joseph Hes                     | 09.09.2016 | 04:18 | Perejil Island  | 12.06.1987 | 29    |
| Simon Alexander Lück           | 02.07.2018 | 05:05 | Marsa           | 05.07.1976 | 41    |
| André Wiersig                  | 09.06 2019 | 04:17 | Punta de Tarifa | 20.05 1972 | 47    |

### Schwimmer mit Neoprenanzug
| Name                      | Datum      | Zeit  | Ankunft | Geboren am | Alter |
| ------------------------- | ---------- | ----- | ------- | ---------- | ----- |
| Kurosch Hojabri           | 09.09.2008 | 04:16 | Almansa | 21.04.1963 | 45    |
| Michael Trepte            | 07.10.2011 | 03:50 | Cires   | 23.12.1980 | 30    |
| Axel Holm Willy Hallbauer | 07.10.2011 | 03:50 | Cires   | 02.07.1973 | 38    |
| Christian Ziaja           | 11.08.2015 | 04:44 | Almansa | 18.11.1975 | 39    |
| Manfred Gross             | 25.08.2015 | 04:21 | Almansa | 24.05.1962 | 53    |
| Markus Kampmeier          | 25.08.2015 | 04:21 | Almansa | 24.06.1971 | 44    |
| Ralph Konrad Eickhoff     | 25.08.2015 | 04:21 | Almansa | 08.02.1963 | 52    |
| Boris Szarvas             | 20.09.2016 | 04:02 | Cires   | 27.12.1962 | 43    |
| Christian Bodach          | 17.10.2018 | 05:20 | Benzú   | 13.12.1979 | 38    |